# Ashland (Alabama)
Ashland – miasto w Stanach Zjednoczonych, w stanie Alabama, siedziba władz hrabstwa Clay. W 2000 liczyło 1965 mieszkańców. W roku 2023 liczba mieszkańców spadła do 1942 osób, a gęstość zaludnienia do 103,3 osoby/km².

## Urodzeni w Ashland
W Ashland urodził się Bob Riley  – polityk amerykański, działacz Partii Republikańskiej, były gubernator stanu Alabama.